# Jechaskiel Lipszyc
Jechaskiel Lipszyc (ur. 10 października 1857 w Rosieniach, zm. 21 marca 1932 w Kaliszu) – żydowski filozof, rabin, poeta, pisarz, działacz społeczny, prezes Krajowego Związku Rabinów w Polsce.

## Życiorys
Jechaskiel Lipszyc do Kalisza przybył w 1906 roku na prośbę władz gminy kaliskiej wyrażonej w postaci tzw. “Ksaw Rabonaus” (pismo wyborcze na rabina miasta). Żydowska gmina wyznaniowa w Kaliszu zaliczała się do gmin wielkich. Posiadała rabinat, w skład którego wchodził rabin i czterech podrabinów. Lipszyc był znanym na całym świecie rabinem i kaznodzieją, zarówno w środowiskach ortodoksyjnych, jak i postępowych Żydów. Jego główne dzieło rabiniczne to Hamidrasz Wehamaase (Nauka a praktyka, w Pięciu Księgach Mojżeszowych), zawierające komentarze do Tory. W Kaliszu Lipszyc zajął się działalnością społeczną na rzecz najuboższych członków społeczności żydowskiej. Organizował lepsze warunki lokalowe i higieniczne oraz zajmował się edukacją biednych i osieroconych dzieci żydowskich. W początkach I wojny światowej przebywał za granicą. Wróciwszy do Kalisza, stanął na czele Komitetu Ratunkowego, dla którego zebrał w USA dużą sumę pieniędzy. Po wyzwoleniu Polski w 1918 roku, został wybrany do Rady Miejskiej. Był zwolennikiem odbudowy siedziby narodowej w Palestynie. Utrzymywał kontakty z naczelnym rabinem Palestyny Awrahamem Kukiem (zwanym Ha-Raw). Wszedł w skład prezydium Agencji Żydowskiej w Paryżu. Pełnił także funkcję prezesa Krajowego Związku Rabinów w Polsce. Wykładał Talmud dla członków młodzieżowej organizacji ortodoksyjnej „Cejrej Agudat Jisrael” (Młodzi Związku Izraela). W 1930 roku napisał przedmowę do Pinkasu, kronikarskiej księgi pamiątkowej gminy żydowskiej w Kaliszu. Działał w organizacjach charytatywnych, m.in. był honorowym przewodniczącym organizacji Linot Hacedek (hebr. Uczciwy Nocleg). Posiadał wielki autorytet, dzięki któremu nie dopuszczał do ostrych konfliktów w gminie żydowskiej i poza nią. Zmarł w 1932 r. i został pochowany na nowym cmentarzu żydowskim w Kaliszu.